# Abdulla Kadiri
Abdulla Kadiri (en uzbeko: Abdulla Qodiriy, Абдулла Қодирий; en ruso: Абдулла́ Кадыри́) (Taskent, Turquestán Occidental; 10 de abril de 1894-Taskent, República Socialista Soviética de Uzbekistán; 4 de octubre de 1938) fue un dramaturgo, poeta, escritor, y traductor uzbeko y soviético. Como escritor, Kadiri fue una de las plumas más influyentes del siglo XX, habiendo introducido el realismo a la literatura uzbeka a través de sus novelas históricas, e inspirado a muchos otros novelistas de Asia Central, incluyendo al escritor kazajo Mukhtar Auezov.
Kadiri escribió bajo distintos seudónimos, siendo el más reconocido Julqunboy. Sus obras tempranas fueron influenciadas por el movimiento jasídico judío. El escritor fue ejecutado durante la Gran Purga comandada por el líder soviético Iósif Stalin.

## Vida
Abdulla Kadiri nació el 10 de abril de 1894 en Taskent, actual capital de Uzbekistán, y en ese entonces ubicada en Turquestán Occidental. Su padre, Qodirbobo, tenía 74 años al momento de su nacimiento. Kadiri realizó algunos trabajos menores, hasta que un mercader lo contratara como copiador de libros. Comenzó a interesarse por la escritura en el medio de la década de 1910.
En 1926, Kadiri fue arrestado por un tiempo a raíz de su artículo Yigʻindi gaplar ("Una colección de rumores"), publicado en la revista satírica Mushtum. Más tarde, disfrutó de la protección y mecenazgo del líder del partido comunista uzbeko Akmal Ikramov, solo para quedar expuesto luego del arresto de este en 1937. Kadiri fue arrestado nuevamente la víspera de año nuevo de 1937, bajo el cargo de "enemigo del pueblo". Fue ejecutado el 4 de octubre de 1938, en su ciudad natal Taskent.

## Obra
Las obras más famosas de Kadiri son las novelas históricas O'tgan kunlar ("Días pasados"), de 1922, y Mehrobdan chayon ("Escorpión en el púlpito"), de 1929. O'tgan kunlar es la primera novela que el autor uzbeko completó. Sus cuentos Kalvak Mahzumning xotira daftaridan ("Del diario de Mahzum el simplón") y Toshpoʻlat tajang nima deydir? ("¿Qué dice el irritado Toshpo'lat?") se consideran entre los mejores cuentos satíricos en uzbeko.
Kadiri también escribió varias obras de teatro y numerosos artículos de periódico. Era fluido en árabe, persa, y ruso, y tradujo al uzbeko obras de famosos escritores rusos como Nikolái Gógol y Antón Chéjov. Específicamente, tradujo la obra de teatro El matrimonio (1842) de Gogol. Se rumorea que escribió otra novela, llamada La esclava de Emir Umar, situada en el temprano siglo XIX durante los reinados de Amir Umar, Kan de Kokand entre 1810 y 1822, y su hijo Matali, quien reinó desde la muerte de su padre hasta 1842. Esta novela, en el caso de haber existido, habría sido destruida por el Comisariado del Pueblo para Asuntos Internos de la Unión Soviética (NKVD).

## En la literatura
Kadiri es el protagonista de la novela Jinlar basmi yoxud katta o'yin ("El baile del diablo") de Hamid Ismailov, publicada en Taskent en 2016, y traducida al inglés en 2018. El libro es un racconto novelado del arresto de Kadiri, su interrogación y ejecución. Además, contiene la versión de Ismalov de la novela perdida de Kadiri, quien se imagina escribiéndola mientras está en prisión.